# スワーブ・ストリックランド
スワーブ・ストリックランド（Swerve Strickland、1990年9月30日 - ）は、アメリカ合衆国の男性プロレスラー。ワシントン州タコマ出身。AEW所属。
本名はステフォン・ストリックランド（Stephon Strickland）。

## 得意技

### フィニッシュ・ホールド
JMLドライバー
相手を肩車の形で相手を両肩に担ぎ上げ、そこから相手を前方へ放り投げると同時に空中で相手の腰を捕らえてしてハーフネルソンの体勢に移行し、自らの足を開脚し尻餅する形で着地と同時に相手を前方回転させながらマットに叩きつける。変形マスキュラー・ボム。
ザ・スワーブストンプ
ザ・ハウスコール
長座状態、又は片膝状態の相手に自ら助走を着けてジャンプして、足の裏を相手の顔面に叩き込む技。

### 打撃技
エルボー
エルボー・スタンプ
エルボー・スマッシュ
通常、ランニング式（串刺し）コーナーダイビング式などを使用。
バックエルボー
ナックル・パンチ
バックバンド・チョップ
チョップ・スマッシュ
ドロップキック
通常、低空式、カウンターなどを使用。
延髄斬り
スーパーキック
相手が立っている状態、尻もちをついたり膝から崩れている状態の相手の顔面を狙って放つ。いろんなパターンで使用。
ニー・リフト
アックス・キック
前屈状態の相手に、自ら助走をして相手の後頭部、首筋にジャンピング式踵落としを決める。
ジャンピング・サイドキック
自ら助走して、相手の真横にジャンプしてから、素早く自身の右足の足裏で相手の顔面に叩き込む技。

### 飛び技
ダブル・フット・ストンプ
コーナーでの攻防時、相手を逆さ吊り状態にして上から踏み潰すように使用する。
ダイビング・ダブル・ニー・ドロップ
尻餅状態の相手に対し、トップロープからダイブして両膝を顔面に叩き込むダイビング・ダブル・ニー・ドロップ。
ダイビング・ダブル・ニー・ドロップ・ホールド
尻餅状態の相手に対し、コーナー最上段から、両膝を相手の顔面に乗せたまま両足を抱え込み、エビで固めてフォールを奪う。

### 投げ技
スープレックス
スーパープレックス
ジャーマンスープレックス
ローリング・サンダー式コンプリート・ショット
自ら助走してからローリング・サンダーで前転で回り込んで両手で相手の首を掴み、自らジャンプして相手の体に飛び付き式コンプリート・ショットで相手の顔面をマットに叩きつける。

## タイトル歴
AEW
- AEW世界王座 : 1回（第11代）

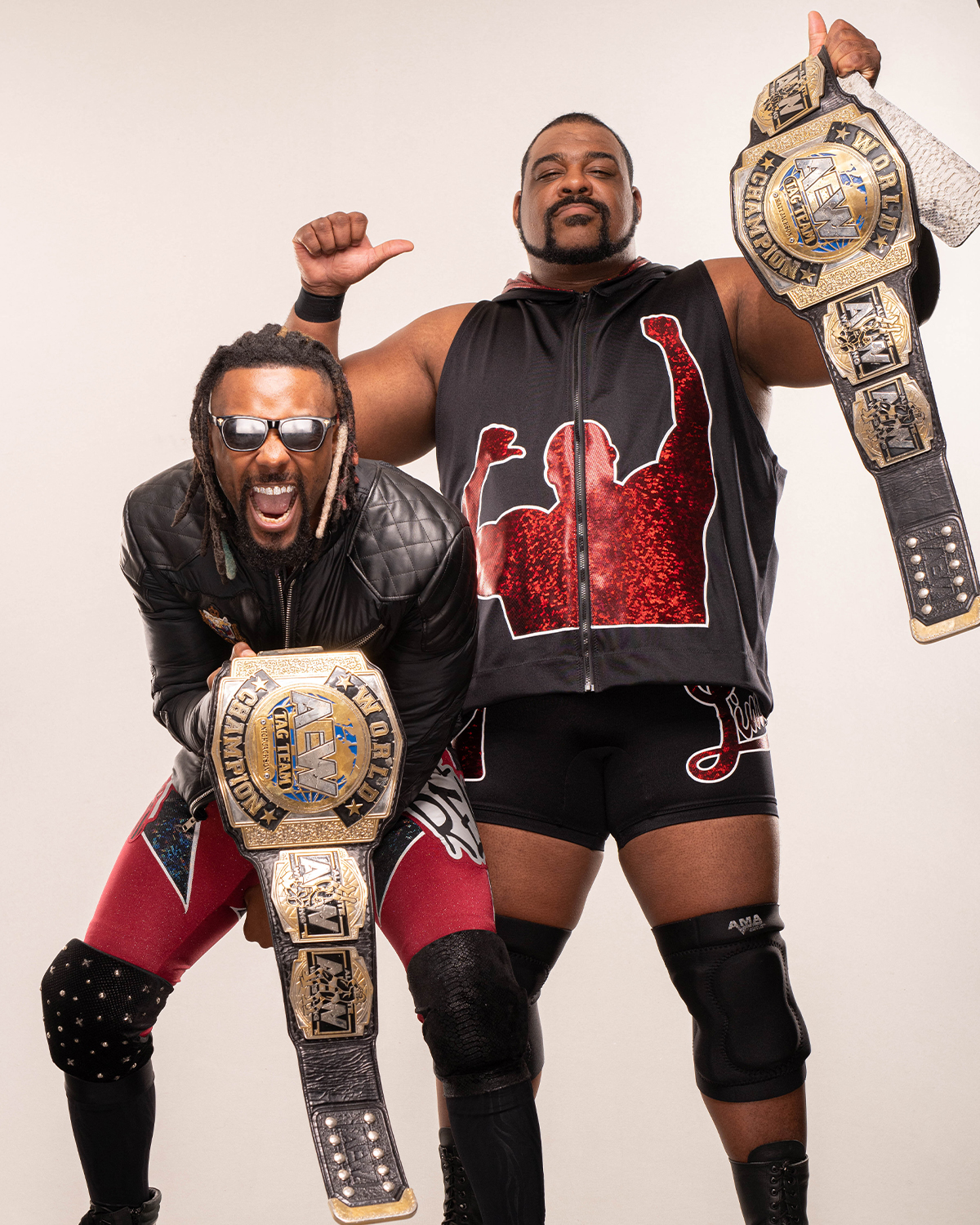
キース・リー&スワーブ・ストリクランドAEW世界タッグチーム王座

- AEW世界タッグチーム王座 : 1回 （第8代、パートナーはキース・リー）

MLW
- MLW世界ヘビー級王座 : 1回（第5代）
- MLW世界ヘビー級王座決定トーナメント優勝（2018年）

WWE
- NXT北米王座 : 1回

エボルブ
- EVOLVE王座 : 1回（第7代）

CZW
- CZW世界ヘビー級王座 : 1回
- CZWワイヤードTV王座 : 2回

DEFY
- DEFY世界王座 : 3回

グラウンドゼロレスリング
- GXWリスペクト王座 : 1回

Lucha Underground
- Lucha Underground Trios Championship : 2回  （1）The Mack and Son of Havoc （1）

次世代レスリング
- NGW王座 : 1回

PCWウルトラ
- PCW超ヘビー級王座 : 1回
- PCWスーパーライト級王座 : 1回

プロレスリング・イラストレーテッド
- 2020年にPWI500でトップ500のシングルレスラー191位

悪質な追放レスリング
- VOWハイパーソニック王座 : 1回

wXw
- wXw世界タッグ王座 : 1回 –デビッドスター
- 世界タッグ王座リーグ優勝（2016年）–デビッドスター

WrestleCircus
- WrestleCircus Ringmaster Championship : 1回